# Asura obliquilinea
Asura obliquilinea là một loài bướm đêm thuộc phân họ Arctiinae, họ Erebidae.